# Fabienne St. Louis
Fabienne Aline Saint Louis (* 22. März 1988 in Curepipe) ist eine ehemalige Triathletin aus Mauritius. Sie ist Vize-U23-Afrikameisterin der Jahre 2007, 2008, 2009 und 2010, U23-Afrikameisterin des Jahres 2011, dreifache Triathlon-Staatsmeisterin auf der olympischen Distanz (2013–2015) und zweifache Olympiastarterin (2012, 2016).

## Werdegang
Fabienne Saint Louis besuchte die französische Schule Lycée La Bourdonnais in ihrer Heimatstadt Curepipe. Von 2007/08 bis 2009/10 nahm sie, wie auch die Triathleten Laurent Vidal und David Hauss, in Paris an einem für Hochleistungssportler neu eingerichteten Ausbildungsprogramm der Foundation Jean-Luc Lagardère et Sciences Po teil. Seit 2010 studierte Fabienne Saint Louis Sportwissenschaften (STAPS).
In Frankreich war Saint Louis vor allem als Elite-Triathletin des Clubs Lagardère Paris Racing bekannt, für den sie 2009 in der D2-Club-Meisterschaftsserie (Championnat de France des clubs D2) antrat und mehrfach Gold gewann: Saint Cyr (9. Mai 2009), Saint Jean de Monts (27. Juni 2009) und D2-Finale in Betton (12. September 2009).
Mit dem Aufstieg ihres Pariser Clubs in die D1-Clubmeisterschaftsserie nahm Saint Louis 2011 erstmals gemeinsam mit den neuen Stars ihres Clubs Emmie Charayron und Rebecca Robisch an dieser Triathlon-Serie teil und gewann auch gleich den Auftakt in Nizza am 24. April 2011. In der Einzelwertung lag sie auf Platz 16.
Saint Louis war zuvor schon bei zwei im Rahmen der D1-Club-Meisterschaftsserie Lyonnaise des Eaux abgehaltenen Jedermann-Triathlon-Bewerben über die olympische Distanz angetreten, wobei sie in Paris Gold gewann und in La Baule Vierte wurde, doch erlauben diese Spitzenplätze keinen direkten Vergleich mit der französischen Elite, denn die besten Triathleten starten üblicherweise nur bei den eigentlichen D1-Bewerben.
In La Baule war jedoch ausnahmsweise auch die französische U23-Staatsmeisterin, Charlotte Morel, im öffentlichen Courte-Distance-Bewerb dabei, den sie  mit über vier Minuten Vorsprung gegenüber Saint Louis gewann.

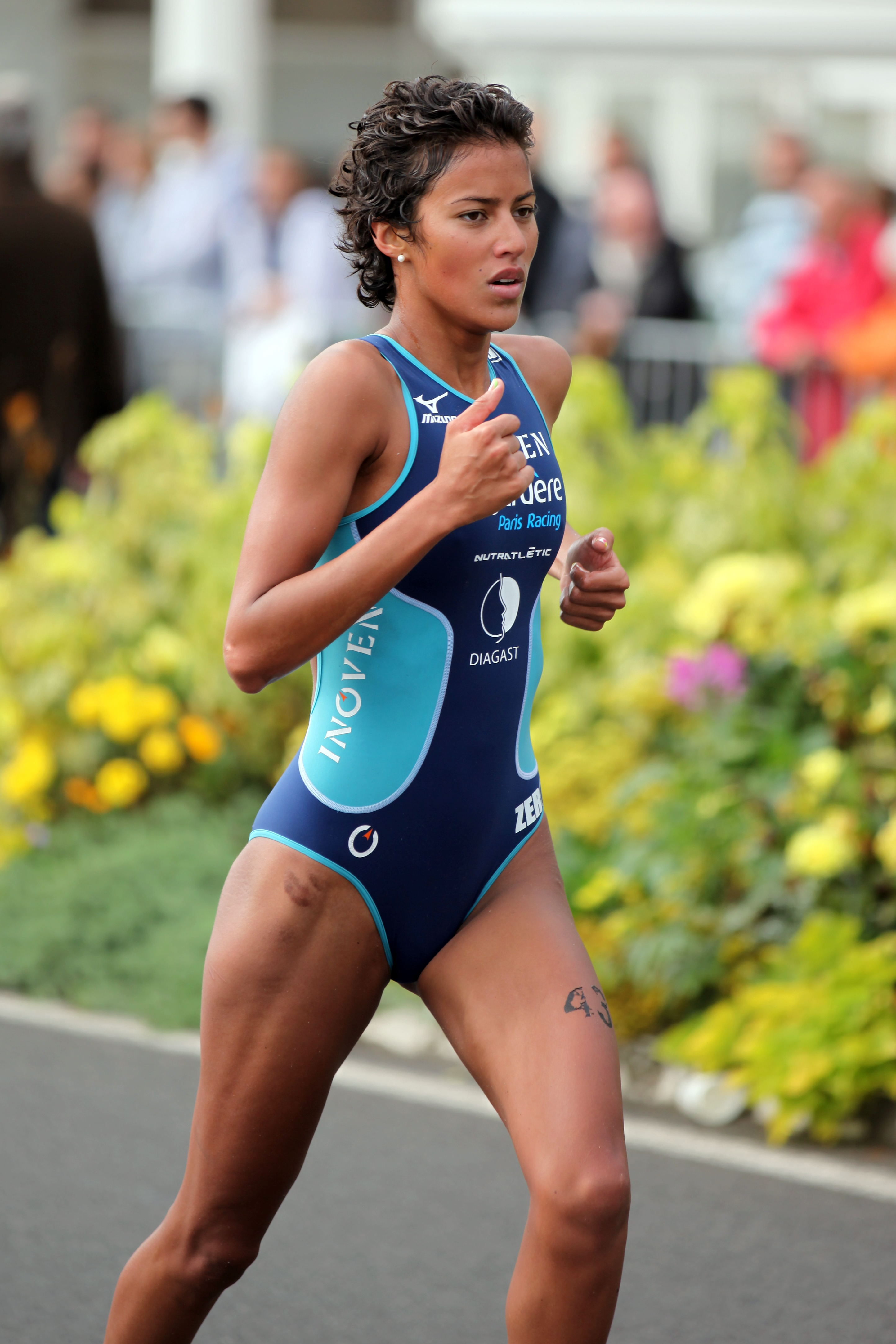
Fabienne Saint Louis beim Finale des Grand Prix de Triathlon 2011 in La Baule

Neben kleineren Triathlon-Bewerben wie dem Triathlon de Pont-Audemer (17. Mai 2009), dem Triathlon International de Mimizan (30./31. Mai 2009) und dem Triathlon International de Larmor-Plage (23. August 2009), die Saint Louis alle überlegen gewann, nahm sie jedoch auch an den französischen U23-Staatsmeisterschaften in Belfort (6./7. Juni 2009) teil und gewann – als mauritische Staatsangehörige – die Bronzemedaille.

### Olympische Sommerspiele 2012
Fabienne Saint Louis war dank eines New-Flag-Platzes für die Olympischen Spiele 2012 qualifiziert – obwohl sie zum Stichtag in der 2012 ITU Points List Women Standing (Stand 27. Mai 2012) nur an Stelle 80 rangiert hatte – und belegte in London den 42. Rang.
Im Dezember 2014 wurde sie Triathlon-Staatsmeisterin auf der olympischen Distanz. 2015 wurde bei ihr Speicheldrüsenkrebs diagnostiziert.

### Olympische Sommerspiele 2016
Fabienne Saint Louis qualifizierte sich dennoch für einen Startplatz bei den Olympischen Sommerspielen 2016 und die damals 28-Jährige ging am 20. August in Rio de Janeiro für Mauritius an den Start, konnte das Rennen aber nicht beenden. Im April 2017 erklärte sie ihre aktive Zeit für beendet.
Ihre zwei Jahre jüngere Schwester Alice Floriane Saint Louis ist in Mauritius erfolgreich als Rugby-Spielerin aktiv.

## Sportliche Erfolge
| Datum/Jahr    | Rang | Wettbewerb                                    | Austragungsort   | Zeit     | Bemerkung                       |
| ------------- | ---- | --------------------------------------------- | ---------------- | -------- | ------------------------------- |
| 20. Aug. 2016 | DNF  | Olympische Sommerspiele 2016                  | Rio de Janeiro   | –        |                                 |
| 20. Feb. 2016 | 1    | ATU Triathlon African Cup                     | Troutbeck Resort | 02:27:23 |                                 |
| 20. Dez. 2015 | 1    | MRI Triathlon National Championships          | Le Morne         | 02:29:53 |                                 |
| 7. Dez. 2014  | 1    | MRI Triathlon National Championships          | Le Morne         | 02:15:16 |                                 |
| 24. Juli 2014 | 16   | Commonwealth Games 2014                       | Glasgow          | 02:22:00 |                                 |
| 12. Apr. 2014 | DNF  | ATU Triathlon African Championships           | Troutbeck        | –        |                                 |
| 8. Dez. 2013  | 1    | MRI Triathlon National Championships          | Mauritius        | 02:25:23 |                                 |
| 25. Mai 2013  | 5    | ATU African Triathlon Championships           | Agadir           | 02:21:06 |                                 |
| 4. Aug. 2012  | 42   | Olympische Sommerspiele 2012                  | London           | 02:07:37 |                                 |
| 31. März 2012 | 4    | ATU African Triathlon Championships           | Le Morne         | 02:17:38 |                                 |
| 10. Juli 2011 | 1    | Triathlon de Paris                            | Paris            | 01:59:11 |                                 |
| 3. Juli 2011  | 1    | ATU African Triathlon Championship U23        | Maputo           | 02:15:01 |                                 |
| 9. Mai 2010   | 2    | ATU African Triathlon Championship U23        | Durban           |          |                                 |
| 4. Juli 2009  | 2    | ATU African Triathlon Championship U23        | Durban           |          |                                 |
| 8. März 2008  | 2    | ATU African Triathlon Championship U23        | Hammamet         | 02:19:01 |                                 |
| 30. Aug. 2007 | DNF  | ITU Triathlon World Championship U23          | Hamburg          | –        | Triathlon-Weltmeisterschaft U23 |
| 31. März 2007 | 2    | ATU African Triathlon Championship U23        | Le Coco Beach    | 02:19:24 |                                 |
| 3. Sep. 2006  | 65   | ITU Triathlon World Championship Junior Women | Lausanne         | 01:21:04 | Weltmeisterschaft Jugend        |

(DNF – Did Not Finish)